# NGC 7300

## Додаткова інформація
У галактиці спалахнула наднова зірка SN 1996ca типу Ia, а її пікова видима зоряна величина склала 16,5. Відкрита 15 грудня 1996 року.
У галактиці спалахнула наднова зірка SN 2015au типу IIb, а її пікова видима зоряна величина склала 17,7.Відкрита 10 листопада 2015 року.